# Seasons in the Abyss
Seasons in the Abyss è il quinto album in studio del gruppo musicale statunitense Slayer, pubblicato il 9 ottobre 1990 dalla Def American.
Il disco raggiunse il 40º posto nella classifica di Billboard e fu certificato disco d'oro nel 1992 dalla RIAA.

## Descrizione
Seasons in the Abyss venne pubblicato dalla Def American, la nuova etichetta discografica di Rick Rubin, il quale lasciò la Def Jam dato che il suo "rivale", Lyor Cohen, divenne presidente della società. Lo stile musicale di questo album è considerato un connubio tra la brutalità di Reign in Blood e la melodia di South of Heaven. La band evidenzia maggior creatività compositiva rispetto al passato, tant'è che alcuni definiscono Seasons in the Abyss l'album più maturo del gruppo.
Le tematiche sataniste degli album precedenti vengono parzialmente accantonate (tuttavia sono presenti in brani come Spirit in Black e Born of Fire). Si parla di orrori bellici (War Ensemble, uno dei brani storici del gruppo e uno dei tanti che fa scalpore per i suoi contenuti), di oppressione politica (Blood Red, probabilmente ispirata alla tragica Protesta di piazza Tienanmen) e di lotte tra gang di strada (Expendable Youth). Il brano Dead Skin Mask tratta delle vicende del serial killer statunitense Ed Gein ed è quello che inaugura la saga dedicata ai serial killer, di cui si occuperà principalmente il frontman Tom Araya nei successivi album del gruppo. La traccia omonima, la più lunga del disco, è stata estratta come unico singolo.
Nel giugno del 2017 la rivista Rolling Stone ha collocato l'album alla trentunesima posizione dei 100 migliori album metal di tutti i tempi.

## Tracce
1. War Ensemble – 4:52 (testo: Tom Araya, Jeff Hanneman – musica: Jeff Hanneman)
2. Blood Red – 2:50 (testo: Tom Araya – musica: Jeff Hanneman)
3. Spirit in Black – 4:07 (testo: Kerry King – musica: Jeff Hanneman)
4. Expendable Youth – 4:10 (testo: Tom Araya – musica: Kerry King)
5. Dead Skin Mask – 5:17 (testo: Tom Araya – musica: Jeff Hanneman)
6. Hallowed Point – 3:24 (testo: Tom Araya, Jeff Hanneman – musica: Jeff Hanneman, Kerry King)
7. Skeletons of Society – 4:41 (Kerry King)
8. Temptation – 3:26 (Kerry King)
9. Born of Fire – 3:08 (testo: Kerry King – musica: Kerry King, Jeff Hanneman)
10. Seasons in the Abyss – 6:32 (testo: Tom Araya – musica: Jeff Hanneman)

## Formazione
Gruppo
- Tom Araya – voce, basso
- Jeff Hanneman – chitarra
- Kerry King – chitarra
- Dave Lombardo – batteria

Produzione
- Rick Rubin – produzione
- Andy Wallace – coproduzione, ingegneria del suono, missaggio
- Slayer – coproduzione
- Chris Rich – assistenza tecnica
- David Tobocman – assistenza tecnica
- Allen Abrahamson – assistenza tecnica
- Howie Weinberg – mastering

## Classifiche
| Classifica (1990) | Posizione massima |
| ----------------- | ----------------- |
| Austria           | 29                |
| Finlandia         | 12                |
| Germania          | 19                |
| Paesi Bassi       | 69                |
| Regno Unito       | 18                |
| Stati Uniti       | 40                |
| Svezia            | 47                |